# Railway Koduru
Railway Koduru là một thị trấn thuộc huyện Kadapa district, bang Andhra Pradesh.